# アイザック・ヴォーサー
アイザック・ヴォーサー（Isaac Vorsah, 1988年6月21日 - ）は、ガーナ・アクラ出身の同国代表の元サッカー選手。ポジションは、DF（センターバック）及びMF（ディフェンシブハーフ）。名前は「イサーク」、苗字は「ヴォルサー」とも表記される。

## 経歴

### クラブ
オスカーFC, FCM Maamobiを経て2005年にオールブラックスFCと契約し、2007年1月にアサンテ・コトコSCへ移籍。アサンテ・コトコではリーグ戦上位4チーム間で行われるコカ・コーラ トップ4カップで優勝し、シーズン最優秀DFに選出された。
その後、TSG1899ホッフェンハイムからのトライアル参加の打診を経て2008年6月30日までの契約で同クラブにローン移籍し、シーズン中の2008年4月1日に買い取りオプションが行使され、2011年6月30日までの契約を延長。2008-09シーズンは、2部からの昇格組ながら冬の中断期間まで優勝争いを演じる好調なチームの中でマーヴィン・コンパーと共に守備の要として活躍を見せたことから、シーズン終盤の2009年5月6日にイングランドのストーク・シティFCは移籍金500万ポンドで獲得に動いていた。
2010年6月6日に契約を2014年まで延長したが、2012年8月31日にオーストリア・ブンデスリーガに所属するレッドブル・ザルツブルクへ2015年6月までの契約で移籍。デビュー戦となった9月15日のSVリート戦（1-1）で先発出場するも僅か5分で一発退場処分となった。10月6日のSVマッテルスブルク戦で初得点を記録。

### 代表
U-23代表を経て、2007年8月21日のセネガル戦でA代表に初招集され、2009年2月のエジプト戦（2-2）で初出場をした。2010 FIFAワールドカップのメンバーに選出されると、初戦のセルビア戦で負傷したため、次戦から出場することがなかったが、ベスト8のウルグアイ戦で復帰した。

## 代表歴

### 出場大会
- ガーナ代表
  - 2010 FIFAワールドカップ

### 試合数
- 国際Aマッチ 43試合 1得点（2009年-2013年）[10]

| ガーナ代表 | 国際Aマッチ | 国際Aマッチ |
| 年         | 出場        | 得点        |
| ---------- | ----------- | ----------- |
| 2009       | 7           | 0           |
| 2010       | 12          | 0           |
| 2011       | 10          | 1           |
| 2012       | 8           | 0           |
| 2013       | 6           | 0           |
| 通算       | 43          | 1           |